# Ventura megye
Ventura megye az Amerikai Egyesült Államokban, azon belül Kalifornia államban található. Lakosainak száma 843 843 fő (2020. április 1.). Ventura megye Santa Barbara, Kern és Los Angeles megyékkel határos.

## Népesség
A megye népességének változása:
| Lakosok száma | 14 367 | 18 347 | 825 312 | 830 623 | 834 398 | 839 620 | 850 536 | 846 006 | 843 843 |
|               | 1900   | 1910   | 2010    | 2011    | 2012    | 2013    | 2015    | 2019    | 2020    |